# Sérgio (estratego da Sicília)
Sérgio (em grego medieval: Σέργιος; romaniz.: Sérgios; em latim: Sergius) foi um oficial bizantino do século VIII, ativo durante o reinado do imperador Leão III, o Isáurio (r. 717–741).

## Vida

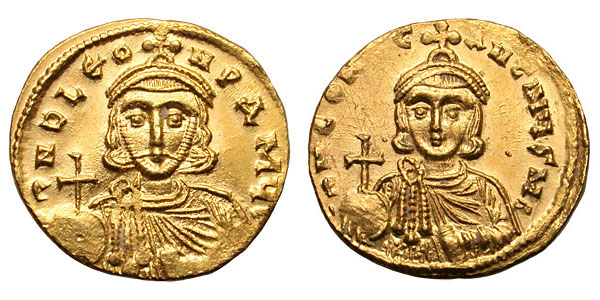
Soldo de r. e r.

Sérgio foi descrito por Teófanes, o Confessor como protoespatário e estratego da Sicília, enquanto o patriarca Nicéforo I chamou-o patrício. Sérgio é mencionado pela primeira vez por 717/18. Na ocasião, motivado pela falsa mensagem de que Constantinopla caiu para os árabes, declarou um imperial rival na pessoal de Basílio Onomágulo, Leão nomeou Paulo como substituto de Sérgio e envio-o à Sicília para restaurar o controle. Com a chegada de Paulo, a revolta entrou em colapso e Sérgio fugiu para junto dos lombardos na Calábria. Depois, solicitou com sucesso o perdão imperial e voltou ao Império Bizantino. Alguns autores associam-o ao homônimo ativo em 730/732 ou aos outros dois homônimos, descritos como patrícios e estrategos, que aparecem em selos.